# Nhà hiền triết

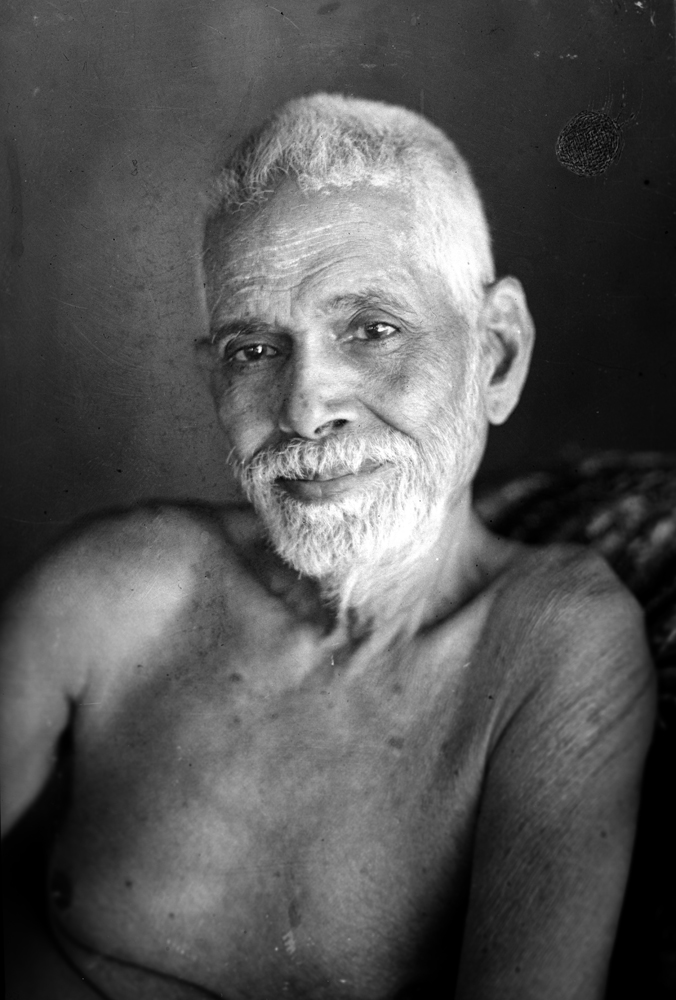
Bậc hiền giả Ấn Độ Sri Ramana Maharshi

Nhà hiền triết (Sage/sophós) hay còn gọi là Bậc trí giả là người đã đạt được trí tuệ (Nhà thông thái). Thuật ngữ nhà hiền triết cũng được sử dụng thay thế cho nhau với cụm từ "Bậc hiền nhân" (ἀγαθός/agathós) hay bậc hiền giả hay "Bậc đạo hạnh (σπουδαῖος/spoudaîos). Trong số những ghi chép đầu tiên về nhà hiền triết bắt đầu với Spharos của Empedocles. Một số trường phái triết học Hy Lạp lấy nhà hiền triết làm nhân vật tiêu biểu. Karl Ludwig Michelet đã viết rằng "Tôn giáo Hy Lạp lên đến đỉnh cao với vị thần thực sự của mình đó là nhờ những nhà hiền triết", Pierre Hadot phát triển ý tưởng này khi cho rằng "thời điểm các nhà triết học đạt được quan niệm hợp lý về Chúa dựa trên hình mẫu của nhà hiền triết thì Hy Lạp đã vượt qua sự hiện diện đầy thần thoại về các vị thần". Plato cũng là người đầu tiên phát triển quan niệm này về nhà hiền triết trong nhiều tác phẩm khác nhau. Trong tác phẩm Cộng hoà, Plato chỉ ra rằng khi một người bạn của một nhà hiền triết chết, nhà hiền triết "sẽ không nghĩ rằng đối với một bậc thánh hiền thì cái chết là một điều gì đó quá khủng khiếp". Trong tác phẩm Theaetetus (Đối thoại), Plato định nghĩa nhà hiền triết là người trở nên "chính trực, thánh thiện và trí giả". 
Khái niệm về nhà hiền triết trong Chủ nghĩa khắc kỷ là một chủ đề quan trọng, cuộc thảo luận về đạo đức Khắc kỷ trong Stobaeus phụ thuộc vào Arius Didymus, đã dành hơn một phần ba thời lượng để thảo luận về nhà hiền triết. Nhà hiền triết Khắc kỷ được hiểu là là một lý tưởng không thể đạt được hơn là một thực tế cụ thể. Mục đích của Chủ nghĩa Khắc kỷ là sống một cuộc đời đức hạnh, trong đó "đạo đức bao gồm ý muốn phải thuận theo lẽ tự nhiên". Mặc dù vậy, những người theo chủ nghĩa Khắc kỷ vẫn coi các nhà hiền triết là những người duy nhất có đạo đức và hạnh phúc. Tất cả những người khác đều bị coi là những kẻ ngu ngốc, xấu xa về mặt đạo đức, nô lệ và bất hạnh. Các nhà Khắc kỷ không thừa nhận bất kỳ quan điểm trung gian nào, vì Cicero đã tuyên bố "mọi người không phải là bậc hiền nhân đều điên". Quan điểm của Zeno xứ Citium và những người theo chủ nghĩa Khắc kỷ là có hai giống nam nhân, một dòng giống cao quý và một nòi giống cặn bã vô lại, dòng dõi của những người xứng đáng thừa hưởng những đức tính tốt trong suốt cuộc đời mình, trong khi giống loài của những kẻ cặn bã vô lại thường đeo bám những những tật xấu. Do đó, những người cao quý luôn làm điều đúng đắn, trong khi những kẻ vô lại hay làm những điều sai quấy.